# باشگاه فوتبال آتالانتا
آتالانتا برگاماسکا کالچو (به ایتالیایی: Atalanta Bergamasca Calcio) معمولاً به‌عنوان آتالانتا شناخته می‌شود، یک باشگاه فوتبال حرفه‌ای ایتالیایی مستقر در برگامو، لمباردی است که در سری آ 
حضور دارد.
آتالانتا در سال ۱۹۰۷ توسط شاگردان دبیرستان کلاسیک پائولو سارپی تأسیس شد و ملقب به La Dea ,Nerazzurri و Orobici است. باشگاه با پیراهن‌های راه راه عمودی آبی و مشکی، شورت سیاه و جوراب مشکی بازی می‌کند. این باشگاه بازی‌های خانگی خود را در ورزشگاه ۲۱٬۷۴۷ نفری گویس برگزار می‌کند. در ایتالیا، آتالانتا را Regina delle provinciali (ملکه باشگاه‌های استانی) می‌نامند تا این واقعیت را مشخص کند که این باشگاه در بین باشگاه‌های ایتالیایی که در پایتخت منطقه‌ای مستقر نیستند، با ۶۲ فصل در سری آ، ۲۸ فصل در سری بی، و تنها یکی در سری سی ثابت‌ترین باشگاه است. آتالانتا رقابت دیرینه‌ای با باشگاه مجاور برشا دارد.
این باشگاه همچنین به‌خاطر آکادمی جوانان خود مشهور است که چندین استعداد برجسته را که در لیگ‌های برتر اروپا بازی کرده‌اند، پرورش داده است.
آتالانتا قهرمان کوپا ایتالیا در سال ۱۹۶۳ و لیگ اروپا در فصل ۲۴–۲۰۲۳ شد و نخستین باشگاه ایتالیایی بود که از زمان تغییر نام و فرمت آن را به دست آورد. این باشگاه همچنین در سال ۱۹۸۸ به نیمه نهایی جام برندگان جام رسید، زمانی که در سری بی رقابت می‌کرد. این هنوز هم بهترین عملکرد مشترک یک باشگاه غیر دسته اول در یک رقابت بزرگ یوفا (همراه با کاردیف سیتی) است. آتالانتا همچنین در شش فصل از لیگ اروپا (که پیشتر جام یوفا نامیده می‌شد) شرکت کرد. و همچنین چهار بار به لیگ قهرمانان اروپا راه یافته و در سال ۲۰۲۰ به مرحله یک چهارم نهایی راه یافته است.

## بازیکنان فعلی
تا تاریخ ۴ فوریه ۲۰۲۵
| شماره |          | پست   | بازیکن                                |
| ----- | -------- | ----- | ------------------------------------- |
| ۲     | ایتالیا  | مدافع | رافائل تولوی (کاپیتان)                |
| ۳     | ساحل عاج | مدافع | اودیلون کاسونو (قرضی از بایر لورکوزن) |
| ۴     | سوئد     | مدافع | آیساک هین                             |
| ۵     | اتریش    | مدافع | اشتفان پوش (قرضی از بولونیا)          |
| ۶     | غنا      | هافبک | ابراهیم سلیمانا                       |
| ۷     | کلمبیا   | هافبک | خوان کوادرادو                         |
| ۸     | کرواسی   | هافبک | ماریو پاشالیچ                         |
| ۹     | ایتالیا  | مهاجم | جانلوکا اسکاماکا                      |
| ۱۱    | نیجریه   | مهاجم | آدمولا لوکمن                          |
| ۱۳    | برزیل    | هافبک | ادیسن                                 |
| ۱۵    | هلند     | هافبک | مارتن دی رون (کاپیتان دوم)            |
| ۱۶    | ایتالیا  | هافبک | رائول بلانووا                         |
| ۱۷    | بلژیک    | مهاجم | شارل دکتلاره                          |

| شماره |                 | پست       | بازیکن                              |
| ----- | --------------- | --------- | ----------------------------------- |
| ۱۹    | آلبانی          | مدافع     | برات جیمشیتی (کاپیتان سوم)          |
| ۲۲    | ایتالیا         | هافبک     | ماتئو روگری                         |
| ۲۳    | بوسنی و هرزگوین | مدافع     | سیاد کولاشیناتس                     |
| ۲۴    | صربستان         | هافبک     | لازار سامارزیچ (قرضی از اودینزه)    |
| ۲۷    | ایتالیا         | هافبک     | مارکو پالسترا                       |
| ۲۸    | پرتغال          | دروازه‌بان | روی پاتریسیو                        |
| ۲۹    | ایتالیا         | دروازه‌بان | مارکو کارنسکی                       |
| ۳۱    | ایتالیا         | دروازه‌بان | فرانچسکو روسی                       |
| ۳۲    | ایتالیا         | مهاجم     | متئو رتگی                           |
| ۴۲    | ایتالیا         | مدافع     | جورجیو اسکالوینی                    |
| ۴۴    | ایتالیا         | هافبک     | مارکو برشیانینی (قرضی از فروزینونه) |
| ۷۰    | ایتالیا         | مهاجم     | دنیل مالدینی                        |
| ۷۷    | ایتالیا         | هافبک     | داویده زاپاکوستا                    |

## هواداران

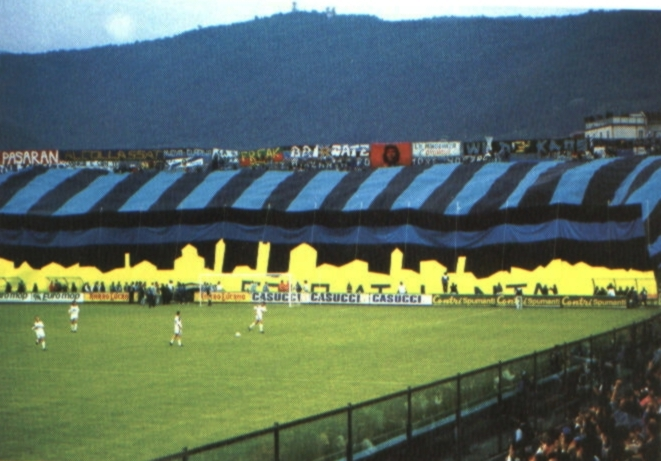
طرح اولترا های آتلانتا

بیش‌ترین تنش و رقابت طرفداران تیم آتالانتا، با هواداران تیم همسایه یعنی برشا جریان دارد؛ آن‌ها همچنین با طرفداران تیم‌های ورونا، جنوا، فیورنتینا، رم، لاتزیو، ناپولی، میلان، اینتر میلان و تورینو نیز دچار چالش جدی هستند؛ این در حالی است که آن‌ها روابط دوستانه دیرینه‌ای را با طرفداران تیم ترنانا دارند؛ طرفداران آتالانتا همچنین روابط مثبت و دوستانه ای را با هواداران تیم‌های آینتراخت فرانکفورت آلمان و واکر اینسبروک اتریش دارند.

## افتخارات

### داخلی
- کوپا ایتالیا

قهرمان (۱): ۶۳–۱۹۶۲
- سری بی : ۶ قهرمانی

### اروپایی
- لیگ اروپا

قهرمان (۱): ۲۴–۲۰۲۳

## رتبه‌بندی ضریب باشگاهی یوفا
رتبه‌بندی ضریب یوفا تا تاریخ ۱۷ آوریل ۲۰۲۴
| رتبه | تیم            | امتیاز |
| ---- | -------------- | ------ |
| ۱۹   | بنفیکا         | ۷۹٫۰۰۰ |
| ۲۰   | پورتو          | ۷۷٫۰۰۰ |
| ۲۱   | آتالانتا       | ۷۴٫۰۰۰ |
| ۲۲   | آرسنال         | ۷۲٫۰۰۰ |
| ۲۳   | وستهام یونایتد | ۶۸٫۰۰۰ |